# طيعوا
طيعوا بلدة ساحلية تطل على البحر الأحمر بجنوب إريتريا. من أعلامها إبراهيم بن خليل بن عبد القاسم.